# Иностранная коллегия (подпольная группа)
Иностра́нная колле́гия — подпольная группа при подпольном Одесском областном комитете КП(б)У, созданная по указанию ЦК РКП(б) в декабре 1918 года для пропаганды большевизма и антивоенных настроений среди воинского контингента Антанты, высадившегося в Одессе.

## Члены группы
Возглавлял работу Иностранной коллегии в Одессе руководитель одесского областного комитета КП(б)У И. Ф. Смирнов (подпольная кличка — Николай Ласточкин). Зимой 1918—1919 гг. в оккупированную Одессу нелегально из РСФСР прибыли большевистские агенты, направленные Центральной федерацией иностранных групп при ЦК РКП(б), бывшие подданные бывшей Российской империи: В. А. Дёготь, Я. Л. Елин, С. И. Соколовская, Мойша Штиливкер, грузины Мартын Лоладзе, Калистрат Саджая; и иностранцы: француженка Жанна Лябурб, сербы В. Драган, С. Ратков, Ж. Степанович, румын А. Залик, поляки Я. Вимут-Гжеляк, Г. Гжелякова, А. Зойко, другие.
Параллельно в Одессе находились посланные из Москвы другие иностранцы — члены РКП(б), в частности, разведчик Жорж Лафар.

## Деятельность

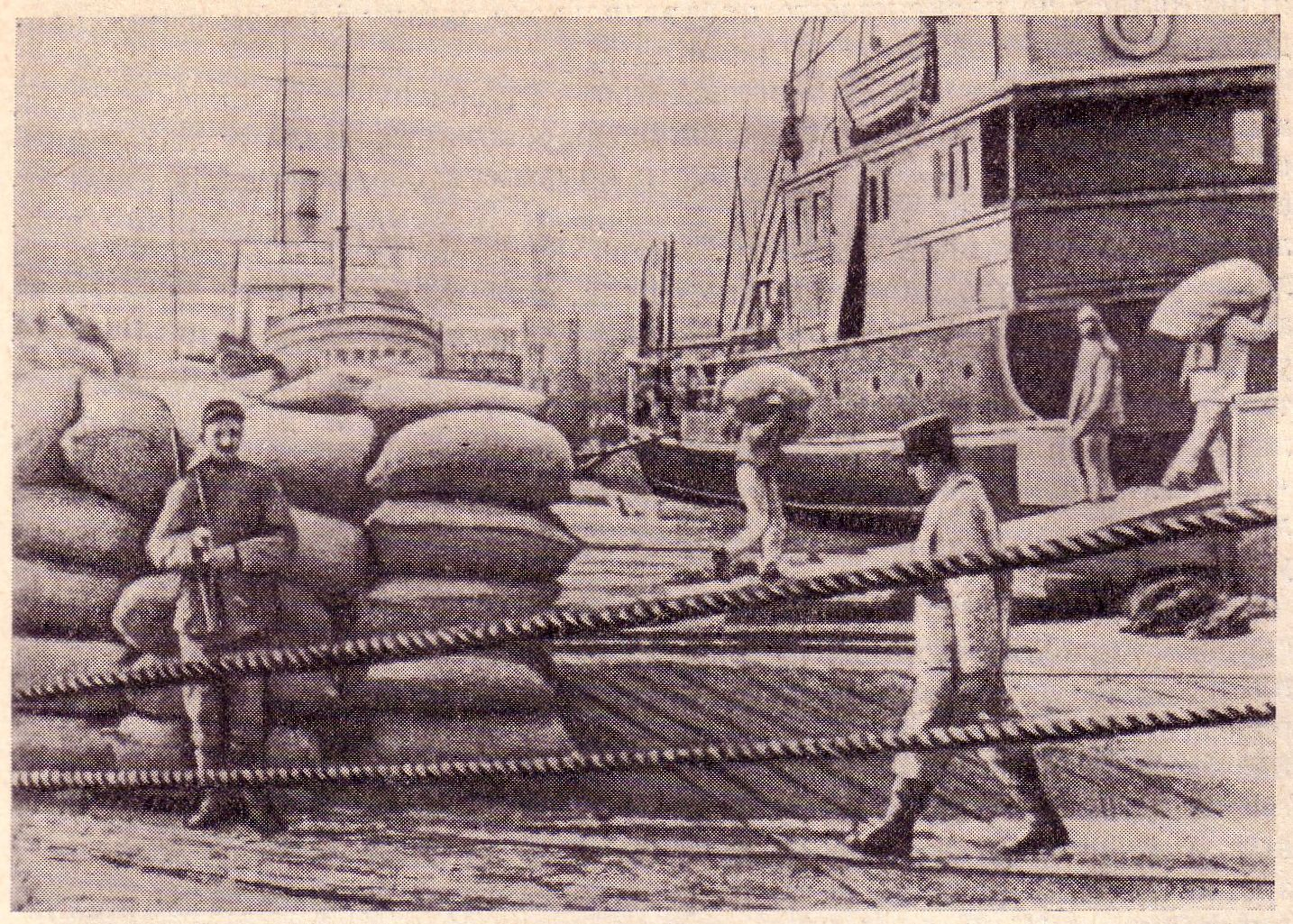
Одесский порт. Греческий и французский военные, среди которых вела агитацию ИНО. Начало 1919

«Прометей» памяти расстрелянных членов ИНО. 1919 год.

Были образованы следующие секции: греческая, польская, румынская, сербская, французская. Эти секции распространяли революционную литературу и вели пропаганду в духе «интернационала и мировой революции» среди воинских контингентов союзников на их родных языках. На французском языке нелегально печаталась газета «Коммунист», листовки — на пяти языках. Литературу и агентов посылали по всему Югу России, где пребывали контингенты союзников, а также в места формирования подразделений для отправки в Россию — в Салоники, Константинополь, Марсель. Под влиянием большевистской агитации солдаты союзников отказывались воевать против советской власти и даже поднимали восстания.
Лоладзе открыл ресторан (ресторан Лоладзе, позднее названный «Открытие Дарданелл»), в котором проводилась агитация союзных солдат без соблюдения конспирации. Сначала всем солдатам Антанты было запрещено специальным приказом посещать это место; затем ресторан был закрыт французским штабом прямо перед арестом группы ИНО, но члены группы продолжали свою деятельность. Данное заведение показано в пьесе и фильме «Интервенция» под названием кабачок «Взятие Дарданелл».
ИНО выпускала в Одессе нелегальную газету «Коммунист» на русском и французском языках. 

## Ликвидация подполья
1 марта 1919 года французской контрразведке удалось арестовать почти всех членов «Иностранной коллегии», а уже ночью 2 марта все арестованные были бессудно расстреляны.
Трупы были выброшены в пригороде Одессы — у дороги напротив городской тюрьмы, рядом со 2-м христианским кладбищем.
Одним из двух выживших после ареста членов одесской ИНО был заместитель Николая Ласточкина, бывший студент Новороссийского университета Калистрат Саджая (псевдоним Калэ), арестованный белой контрразведкой 6 марта 1919 года и той же ночью выбросившийся в окно третьего этажа на мостовую. Его не смогли опознать и поместили в больницу с переломами, где Саджая дождался прихода красных войск. Возглавив позднее одесскую ЧК, Саджая мстил как настоящим белым, так и «врагам революции», вынося множество смертных приговоров.
Советский разведчик Лафар, работавший в штабе оккупационных войск, писал в донесении:

В городе крупные провалы. Третьего дня [6 марта] схвачен Калэ. Могу быть засвечен и я…

Погибла почти вся интернациональная группа. Конспирировать для них — это пригибаться. Пригибаться перед врагом — бесчестье и трусость. Коммунары сражались во весь рост. Но человек, который стоит, мишень для врага. Я старался предупредить [через М. Штиливкера], пристыдили…

## Деятельность в советской Одессе летом 1919 года
6 апреля 1919 года Одесса была взята Красной армией. Иностранная коллегия была воссоздана при Губкоме КП(б)У. Эта иностранная коллегия состояла из английской, болгарской, греческой, немецкой, польской, румынской, сербской, турецкой и французской групп. Члены группы засылались для подрывной работы в войска Антанты в Бессарабию, Румынию, а также вели пропагандистскую работу на родных языках бойцов коммунистических интернациональных частей Красной армии, сформированных на Юге России. Председателем этой иностранной коллегии был один из её организаторов — В. А. Дёготь. В августе 1919 года советская власть в Одессе была ликвидирована. Иностранная коллегия прекратила своё существование.

## Память
В советские времена в Одессе была улица, носившая имя «Иностранной коллегии» (теперь — Гимназическая улица).